# Peperomia stellata
Peperomia stellata är en pepparväxtart som först beskrevs av Olof Swartz, och fick sitt nu gällande namn av Albert Gottfried Dietrich. Peperomia stellata ingår i släktet peperomior, och familjen pepparväxter. Inga underarter finns listade i Catalogue of Life.